# Megachirella wachtleri
Megachirella è un genere estinto di rettile squamato vissuto nel Triassico medio, circa 240 milioni di anni fa (Anisico), i cui resti fossili sono stati ritrovati in Italia (Alto Adige). Il genere contiene una singola specie, ossia M. wachtleri, considerata il più antico squamato noto.

## Descrizione
Questo rettile è conosciuto esclusivamente per uno scheletro parziale, conservato in connessione anatomica. Il reperto comprende cranio quasi completo, la metà anteriore del corpo e parte delle zampe anteriori. Il cranio, benché privo della parte anteriore del muso, sembrerebbe essere stato piuttosto robusto e grande; il collo era moderatamente allungato e le zampe anteriori erano decisamente grandi e forti. Le dimensioni non dovevano superare i 15 centimetri di lunghezza, e l'aspetto doveva richiamare quello di una lucertola dalle zampe robuste.

## Classificazione

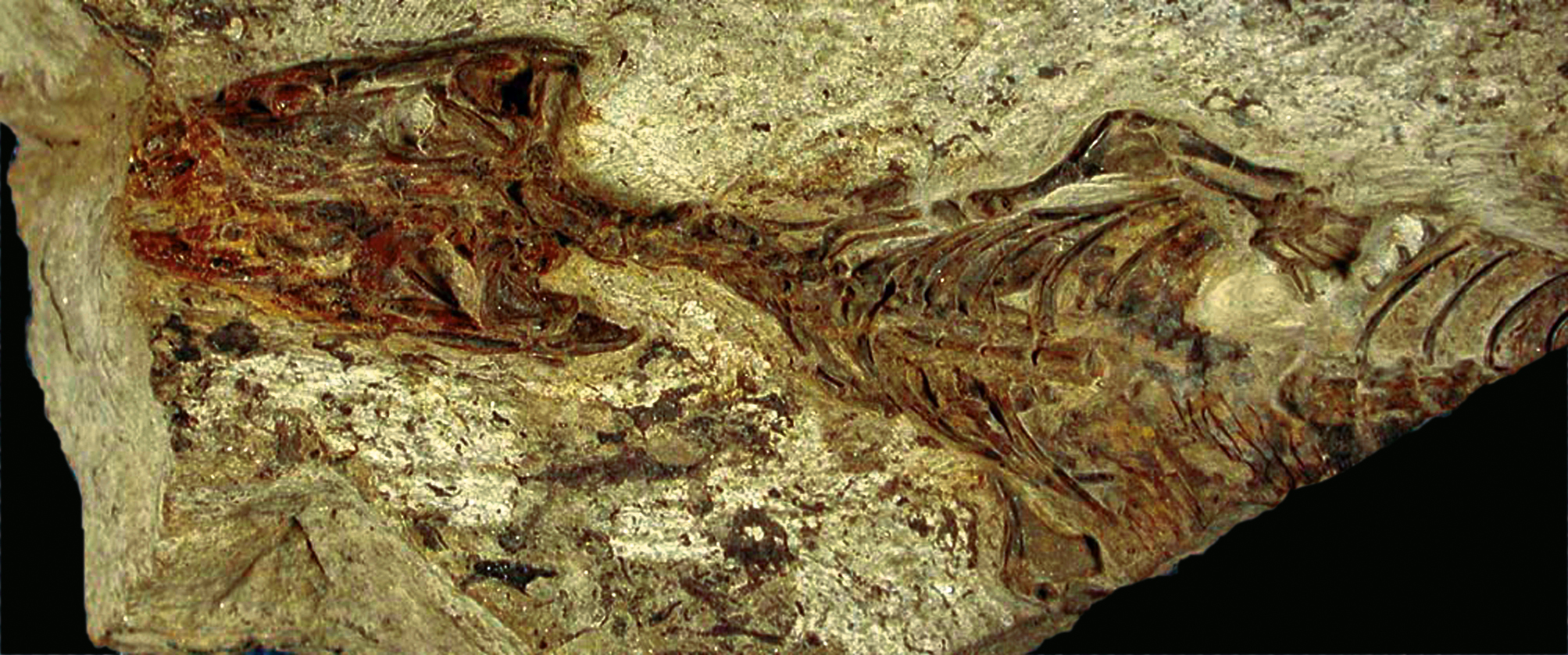
Fossile di M. wachtleri

Questo rettile è stato scoperto nella zona di Braies, in Alto Adige, ed è stato descritto nel 2003. Megachirella è stato inizialmente classificato come un membro basale dei lepidosauromorfi, il grande gruppo di rettili diapsidi comprendente lucertole, serpenti e alcune forme estinte come i plesiosauri. In particolare, il fossile mostra alcune somiglianze (principalmente nel cranio) con alcune forme primitive come i cosiddetti Eolacertilia. La mancanza di alcune parti dello scheletro, però, non permettono una classificazione più chiara. Un'analisi filogenetica del 2013 ha confermato che si trattava di un lepidosauromorfo strettamente correlato al gruppo corona di Lepidosauria.
Uno studio pubblicato nel 2018 ha individuato in Megachirella il più antico tra gli squamati, il grande gruppo di lepidosauromorfi a cui appartengono lucertole, serpenti e anfisbene. Questo studio, che ha utilizzato scansioni del fossile tramite tomografia assiale computerizzata ad alta risoluzione, ha rivelato nuovi dettagli della sua anatomia. Questi dati, comparati con un dataset filogenetico che combinava dati morfologici e filogenetici di 129 taxa di rettili viventi ed estinti, hanno condotto gli studiosi a comprendere che Megachirella era dotata di caratteristiche esclusive degli squamati; lo studio, inoltre, indica che i gechi furono i primi squamati a differenziarsi, e non le iguane come precedentemente ritenuto.

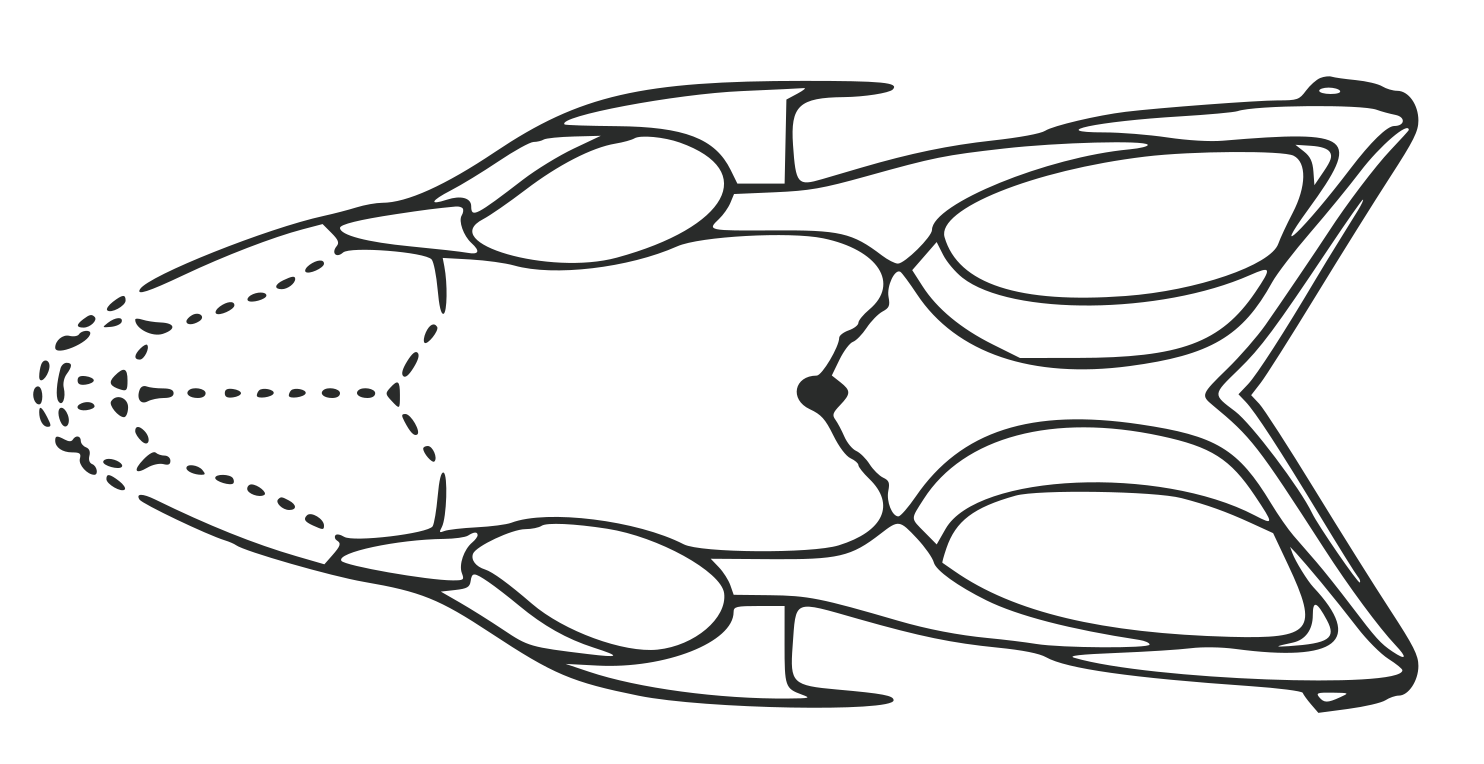
Ricostruzione del cranio di Megachirella wachtleri in vista dorsale

## Paleobiologia
Nonostante sia stato ritrovato in depositi marini, il fossile di Megachirella non mostra alcun adattamento alla vita acquatica. Al contrario molte caratteristiche inducono a pensare che questo animale fosse ben adattato a uno stile di vita terrestre: le zampe anteriori robuste, la forma degli artigli, il carpo ben ossificato e le costole cave. Si suppone che l'esemplare sia stato trasportato insieme ad alcune piante in un ambiente costiero di acque basse.